# Jonkovo
Jonkovo (Bulgaars: Йонково) is een dorp (село) in de Bulgaarse oblast  Razgrad. Zij is gelegen in de gemeente Isperich. Het dorp ligt 18 km ten noordoosten van Razgrad en 292 km ten noordoosten van Sofia.

## Bevolking
De telling van 1934 registreerde 2.680 inwoners. Dit aantal nam toe tot een hoogtepunt van 2.823 inwoners in 1946. Sindsdien loopt het inwonersaantal langzaam maar geleidelijk af. Het dorp verloor vooral in de periode 1984-1989 relatief veel inwoners (van 2.471 in 1985 naar 1.712 in 1992), als gevolg van de assimilatiecampagnes van het communistisch regime van Todor Zjivkov, waarbij alle Turken en andere moslims in Bulgarije christelijke of Bulgaarse namen moesten aannemen en afstand moesten doen van islamitische gewoonten. De volkstelling van 2001 registreerde 1.398 inwoners, een halvering vergeleken met de volkstelling van 1946. Begin 2007 is uit Jonkovo een nieuwe nederzetting ontstaan, het dorp Malko Jonkovo (Kleine Jonkovo), waardoor de bevolking van Jonkovo met bijna 400 personen is afgenomen in slechts een jaar tijd (van 1.263 in 2006 naar 872 in 2007). Op 31 december 2019 telde het dorp 641 inwoners.
Van de 760 inwoners reageerden er 754 op de optionele volkstelling van 2011. Zo’n 703 personen identificeerden zichzelf als Bulgaarse Turken (94%), gevolgd door 48 etnische Bulgaren (6%).
Het dorp heeft een verouderde leeftijdsopbouw. Van de 760 inwoners die in februari 2011 werden geregistreerd, waren er 72 jonger dan 15 jaar oud (10%), 520 inwoners waren tussen de 15-64 jaar oud (68%), terwijl er 168 inwoners van 65 jaar of ouder werden geteld (22%).